# Galis Summer Camp
Galis Summer Camp è una serie televisiva israeliana andata in onda dal 12 febbraio 2012 sul canale televisivo Arutz HaYeladim e in Italia dal 20 ottobre dello stesso anno su Planet Kids.
La serie si presenta come un sequel spin-off della serie Diggers e narra le vicende di Jonathan, Danny e Liam in un campo estivo chiamato Galis. Nell'agosto 2014 è stato pubblicato il film Galis: Quest for Astra e il 14 aprile 2016 il secondo film, Galis: Connect. Il 30 maggio 2016 venne trasmessa in prima visione l'ultima stagione che si è conclusa il 17 luglio dello stesso anno.

## Trama

### Prima stagione
Jonathan, Danny e Liam arrivano a Galis, un campo estivo diretto da Ari Mitrani. Jonathan, il prescelto, insieme all'aiuto di Nina, comincerà a indagare sulle "tavole del destino" e andrà alla ricerca di un tesoro magico nascosto nella foresta.

### Seconda stagione
Inizia la seconda estate a Galis e Jonathan viene a conoscenza della città segreta di Galizia, sottomessa dalle autorità. Per impedire che Jonathan prenda il controllo sulla città, viene inviato al campo il principe Edward, che successivamente si fidanzerà con Danny. Alla fine della stagione, Jonathan scoprirà che a Galizia si trova il corpo congelato di sua madre.

### Terza stagione
Danny, separatasi con Edward, diventa la principessa di Galizia, al fine di capire come aiutare Jonathan e salvare la città. Alla fine della stagione, Jonathan riesce a salvare sua madre e libera la città di Galizia dalle autorità.

### Quarta stagione
Inizia la terza estate a Galis e Jonathan, rimasto con Rafael e Ana, ha perso la memoria. Danny e Donnie vanno alla sua ricerca e una volta trovato scoprono di dover cercare la fontana delle anime.

### Quinta stagione
Mika, in seguito all'arrivo della nuova squadra, decide di dividere in due team gli studenti del campo. Alla fine della stagione, Danny si trasferisce in Messico per separarsi definitivamente da Jonathan.

### Sesta stagione
Liam è in un carcere in Messico e durante il suo interrogatorio racconta quello che ha vissuto dopo la sua entrata nel paese. Con Danny e Jonathan organizza un piano di fuga e insieme a David scappa dalla prigione. Arrivati al campo scoprono di dover impedire a Spector di conquistare il mondo prendendo il libro della creazione; un libro che permette di far avverare le cose scritte su di esso. Intanto, Sharon dice a Liam e Julie che non sta più con Roy, ex guida del campo, e si fidanza con Liam.

### Settima stagione
La stagione inizia con una scena ambientata due anni prima; David, rimasto paralizzato alla gamba, viene socialmente respinto dai suoi compagni che lo deridono e lo insultano. Nel presente David incontra Zerda e i due studiano un piano per rinchiudere il paese in una cupola di vetro diminuendo la quantità d'aria e vendicarsi dei compagni di classe, ma Jonathan li scopre. Nel frattempo Sasha, illustre scienziato, inventa una macchina del tempo in grado di tornare indietro nel tempo e David decide di provare l'esperimento con l'intenzione di annullare l'incontro tra Ari e Ruth, genitori di Jonathan, per impedire la sua nascita. A quel punto, Jonathan rimane bloccato nel passato, ma con l'aiuto di una precedente incarnazione di Danny, riesce a tornare nel presente e rimettendosi con lei, le propone di sposarlo.

## Episodi
In Israele la serie è stata trasmessa a partire dal 12 febbraio 2012 su HOT. In Italia le prime 2 stagioni sono state trasmesse su Planet Kids dal 20 ottobre 2012, le altre cinque stagioni sono ancora inedite. La prima stagione è stata poi replicata su Rai Gulp a partire dal 14 giugno 2014.
| Stagione               | Episodi                | Prima TV Israele | Prima TV Italia |
| ---------------------- | ---------------------- | ---------------- | --------------- |
| Prima stagione         | 60                     | 2012             | 2012            |
| Seconda stagione       | 27                     | 2012-2013        | inedita         |
| Terza stagione         | 29                     | 2013             | inedita         |
| Quarta stagione        | 25                     | 2014             | inedita         |
| Galis: Quest for Astra | Galis: Quest for Astra | 2014             | inedito         |
| Quinta stagione        | 25                     | 2015             | inedita         |
| Sesta stagione         | 26                     | 2015-2016        | inedita         |
| Galis: Connect         | Galis: Connect         | 2016             | inedito         |
| Settima stagione       | 21                     | 2016             | inedita         |

## Personaggi e interpreti

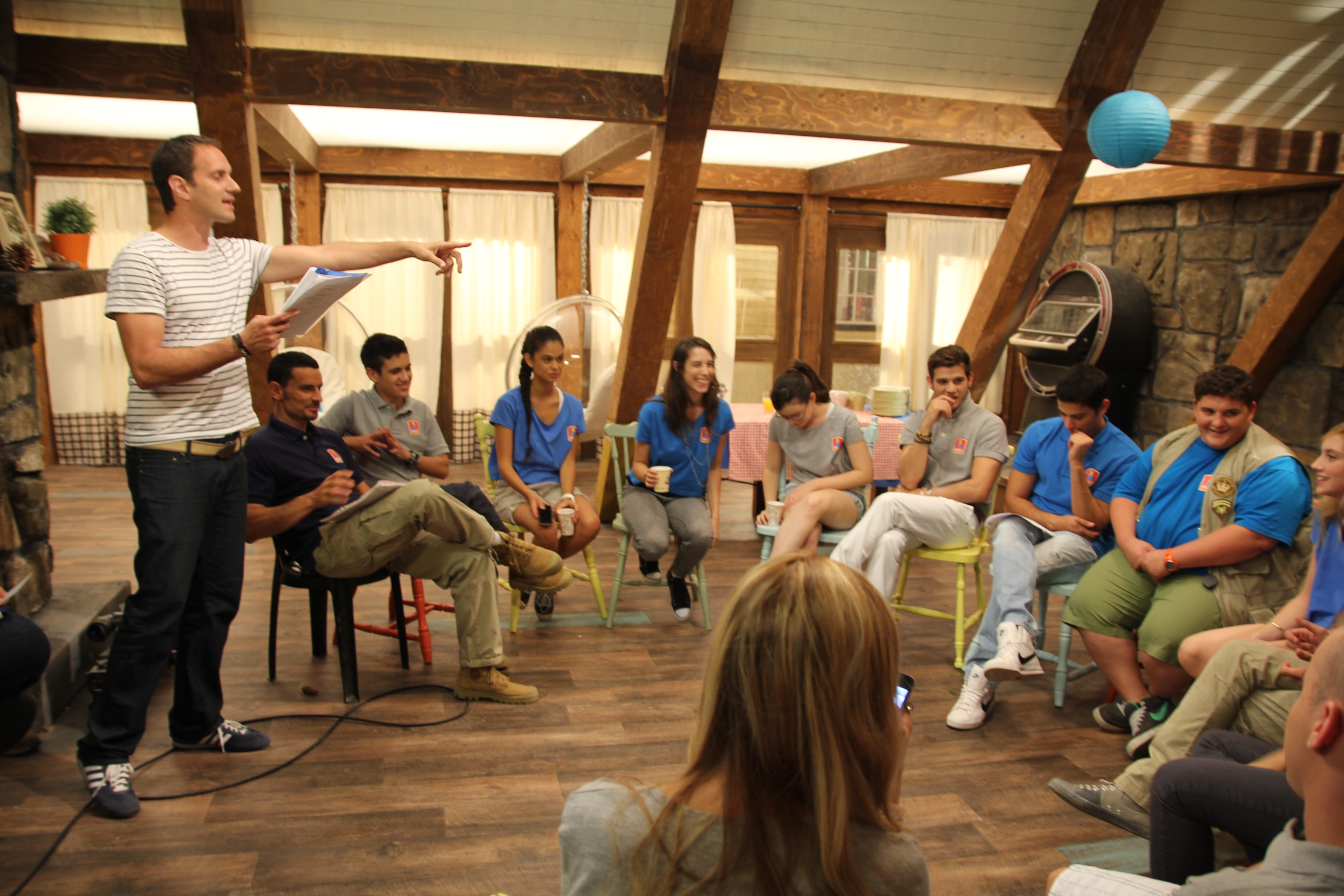
Il cast della serie durante le riprese

### I ragazzi
- Jonathan Mitrani, (stagioni 1-7), interpretato da Tuval Shafir. 
 È un ragazzo orfano arrivato al campo Galis con la sua ragazza Danny e il suo migliore amico Liam. Nel corso della serie si fidanzerà con Nina, scoprirà la vera identità di suo padre e ritroverà la madre.
- Daniela "Danny" Robin, (stagioni 1-7), interpretata da Eliana Tidhar. 
 È una ragazza molto intelligente arrivata al campo con il suo ragazzo Jonathan, che cercherà di aiutare in molte occasioni, e Liam. Nel corso della serie verrà rapita e diventerà la regina di Galizia.
- Liam Ben Basat, (stagioni 1-7), interpretato da Daniel Moreshet. 
 È un ragazzo scherzoso arrivato al campo con il suo migliore amico Jonathan, con cui litigherà molte volte, e Danny. Nel corso della serie si fidanzerà con Sharon, Natalie e infine con Julie.
- Nina Brown, (stagioni 1-3, ospite nella 7), interpretata da Lior Cohen. 
 È una ragazza molto astuta e attraente, figlia dei consulenti Ari e Amalia. Nel corso della serie si fidanzerà con Jonathan, aiutandolo nelle ricerche delle tavole del destino.
- Edward/Barak Henis, (stagioni 2-3), interpretato da Omri Lokas. 
 È il principe della Galizia, inviato nel campo per impedire a Jonathan di salvare Galizia. Nel corso della serie ingannerà Danny fidanzandosi con lei.
- Donnie Aharoni, (stagioni 1-7), interpretato da Daniel Gad. 
 È un ragazzo del campo che sogna di diventare cuoco pur avendo un problema alle piastrine. Nel corso della serie si fidanzerà con Julie.
- Julie Sa'ar, (stagioni 1-7), interpretata da Shiran Sendel. 
 È una ragazza molto egocentrica che nel corso della serie aiuterà Liam in varie occasioni fidanzandosi con lui.
- Hugo, (stagioni 1-7), interpretato da Neve Tzur. 
 È un ragazzo grassottello molto allegro e simpatico che cerca sempre di far stare bene le persone.
- Adi Denzinger, (stagioni 1-3, 6-7), interpretata da Maya Koren. È la figlia dello chef Danziger, arrivata nel campo con il padre per giudicare i ragazzi in una gara di cucina. Nel corso della serie si fidanzerà con Hugo.
- Alex Shmuelov, (stagioni 2-3, ospite nella 7), interpretato da Maor Schwietzer. 
 È stato mandato nel campo da suo padre per capire se meritava il comando della ferrovia di famiglia. Alla fine della terza stagione si fidanzerà con Nina.
- Sharon, (stagioni 1-2, 6-7), interpretata da Tamar Amit Yosef. 
 È la migliore amica di Julie e fidanzata segreta di Roy, consulente del campo, in seguito si trasferirà in Messico con lui.
- Adam, (stagioni 1, 6-7), interpretato da Nevo Kimchi. 
 È il migliore amico di Donnie. Suo padre, coinvolto in un reato e finito in prigione, lo ha mandato al campo perché non poteva tenerlo con sé.
- Gaya, (stagioni 2-3), interpretata da Shira Naor. 
 È la sorella di Vulcano, vive segretamente a Galizia e si nasconde da Ikra e Lazard che la credono morta. Nel corso della terza stagione si fidanzerà con Jonathan.
- Natalie Rooas, (stagioni 2-3), interpretata da Shani Atias. 
 È la componente di una famiglia criminale che cerca di rubare soldi a Liam.

### Istruttori
- Ari Mitarni, (stagioni 1-3, 6-7), interpretato da Guy ZuAretz. 
 È il direttore del campo e patrigno di Nina. Perse la memoria a causa di una caduta in montagna ad opera di Simon. Nella prima stagione è alla ricerca delle tavole del destino per recuperare la memoria e, una volta trovate, scopre di essere il padre biologico di Jonathan.
- Amalia Brown, (stagione 1), interpretata da Hadas Kladeron. 
 È la madre di Nina e compagna di Ari. Oltre ad essere la collaboratrice e il medico del campo.
- Mika, (stagioni 1, 4-5), interpretata da Dana Frieder. 
 È l'allenatrice della squadra Olympus che in seguito alla partenza di Ari per l'Australia, diventa la direttrice del campo.
- Roy, (stagioni 1, 6-7), interpretato da Gal Yaakov Amitai. 
 È la guida della squadra Olympus, nella prima stagione ha una relazione segreta con Sharon, una ragazza del campo. Quando Ari e Amalia ne vengono a conoscenza lo licenziano. Nella sesta stagione invece, dirige il campo Atidim, rivale di Galis, e cerca in qualunque modo di vendicarsi di Ari e Amalia facendo chiudere il campo.
- Benjamin "Ben" Berg, (stagione 1), interpretato da Tomer Kapon. 
 È il bambino più piccolo della casa famiglia in cui stavano Jonathan e Liam, divenuto ragazzo grazie alla pietra magica di Sennacherib. Sostituisce Roy dopo il suo licenziamento e nel corso della serie ha una relazione con Mika.

## Curiosità
- La sigla nella prima, nella seconda e nella terza stagione è stata cantata da Aviho Shabat, mentre nelle restanti da Roni Daloomi. In italia dall'episodio 31 viene utilizzata la versione americana.

- Sono stati portati in teatro ben tre spettacoli legati alla serie, Galis - The Show, I Love Galis e Galis - End Show.

- Smadar Shir ha pubblicato cinque libri basati sulla trama della serie.